# Projekt Jelcyn
Projekt Jelcyn (ang. Spinning Boris) – amerykański dramat z 2003 roku w reżyserii Rogera Spottiswoode’a. 
Film jest oparty na prawdziwych wydarzeniach o trzech amerykańskich konsultantach politycznych, którzy otrzymują propozycję poprowadzenia w wolnych wyborach kampanii Borysa Jelcyna na urząd prezydenta.

## Fabuła
George Gorton (Jeff Goldblum) dzwoni z Moskwy. Jest 16 czerwca 1996 roku. Twierdzi, że może zaginąć lub zostać zamordowany. Rozmówca jest zdeterminowany i śmiertelnie poważny. Dla niego cała sprawa zaczęła się osiem miesięcy wcześniej. On i jego wspólnicy, Joe Shumate (Liev Schreiber) i Dick Dresner (Anthony LaPaglia), otrzymali propozycję poprowadzenia w wolnych wyborach kampanii Borysa Jelcyna na urząd prezydenta.

## Obsada
- Jeff Goldblum jako George Gorton
- Anthony LaPaglia jako Dick Dresner
- Liev Schreiber jako Joe Shumate
- Boris Krutonog jako Felix Braynin
- Svetlana Efremova jako Tatyana Dyachenko
- Shauna MacDonald jako Lisa
- Gregory Hlady jako Andrei Lugov
- Vladimir Radian jako Vasso
- Ilia Volok jako Elvis Impersonator
- Konstantin Kazakov jako Oleg Soskovets
- Judah Katz jako Michael Kramer